# Leśny Kompleks Promocyjny Bory Tucholskie

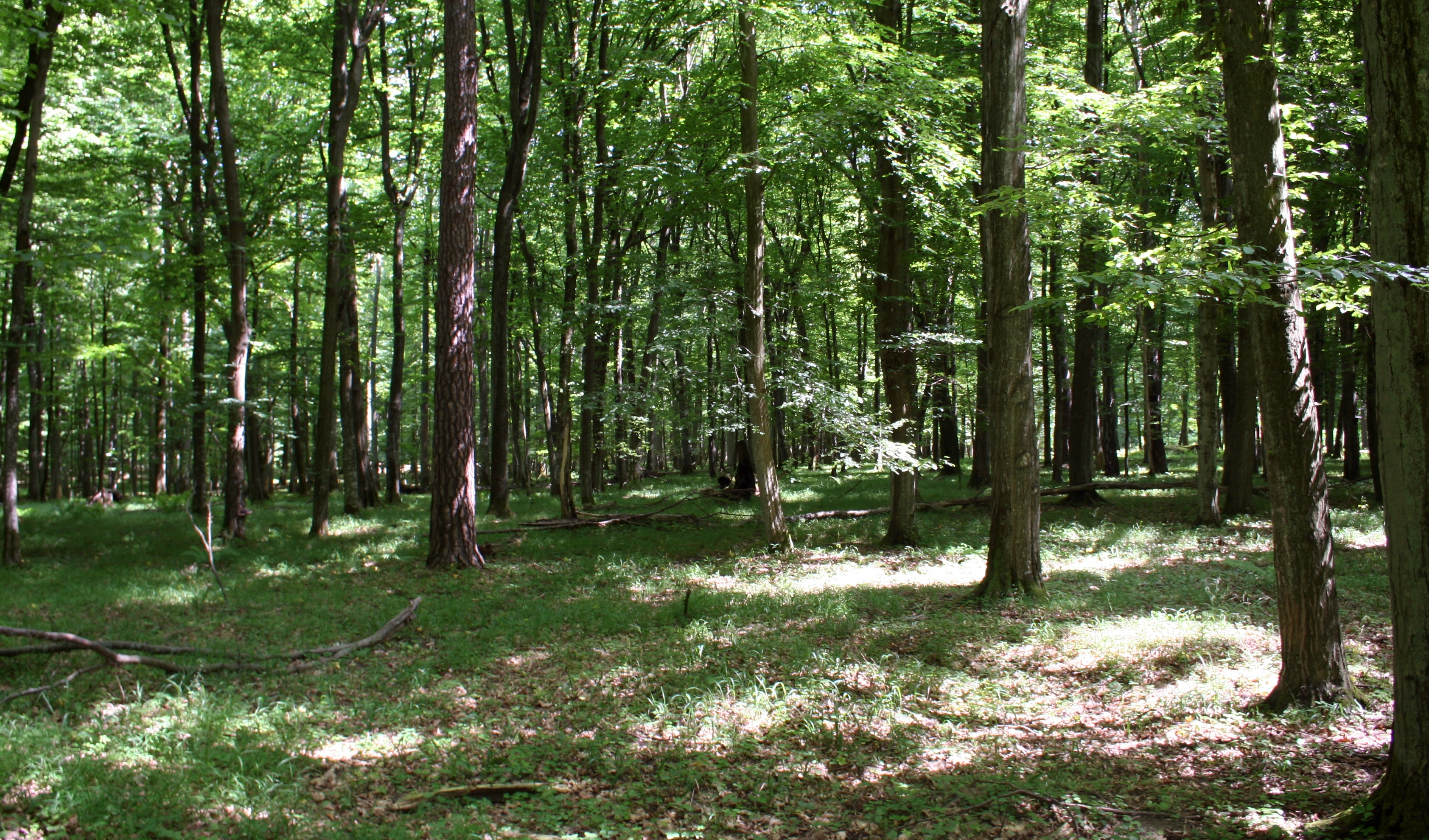
Rezerwat przyrody Brzęki im. Zygmunta Czubińskiego

Bory Tucholskie – Leśny Kompleks Promocyjny (LKP) w południowo-wschodniej części Borów Tucholskich w województwie kujawsko-pomorskim powołany zarządzeniem nr 30 Dyrektora Generalnego Lasów Państwowych z dnia 19 grudnia 1994 r. Jest jednym z pierwszych siedmiu utworzonych tego typu obszarów w Polsce.
Celem działania LKP "Bory Tucholskie" jest promocja trwale zrównoważonej gospodarki leśnej, ochrona zasobów przyrody w lasach oraz edukacja leśna społeczeństwa. Jest obszarem funkcjonalnym o znaczeniu ekologicznym, edukacyjnym i społecznym.

## Położenie i powierzchnia
Początkowo LKP „Bory Tucholskie” swym zasięgiem obejmował tereny nadleśnictw: Tuchola, Woziwoda, Osie, Dąbrowa. Był to obszar o powierzchni 84012 ha. W roku 2008 w wyniku zmian podziału jednostek organizacyjnych Regionalnej Dyrekcji Lasów Państwowych w Toruniu w skład LKP weszło nadleśnictwo Trzebciny. W rezultacie tej reorganizacji obszar kompleksu został powiększony do 84140,90 ha.
Według regionalizacji przyrodniczo-leśnej LKP „Bory Tucholskie” obejmuje tereny położone w III Krainie Wielkopolsko-Pomorskiej w dzielnicach:
- - Borów Tucholskich
  - Pojezierza Krajeńskiego
  - Pojezierza Chełmińsko-Dobrzyńskiego.

W podziale fizycznogeograficznym w większości leży na obszarze mezoregionu Bory Tucholskie, zajmując ponadto fragmenty sąsiednich mezoregionów (m.in. Wysoczyzna Świecka), natomiast w podziale geobotanicznym w Pomorskim Południowym Pasie Przejściowym (Okręg Borów Tucholskich).
| Nadleśnictwo | Powierzchnia [ha] |
| ------------ | ----------------- |
| Dąbrowa      | 19183,37          |
| Osie         | 18381,40          |
| Trzebciny    | 16615,32          |
| Tuchola      | 15067,81          |
| Woziwoda     | 14893,00          |
| RAZEM        | 84.140,90         |

## Charakterystyka
W krajobrazie LKP „Bory Tucholskie” dominują formy polodowcowe. Przeważającą formą ukształtowania terenu są równiny sandrowe. Jednak rzeźba terenu urozmaicona jest licznymi jeziorami polodowcowymi oraz dolinami rzecznymi. Kompleks położony jest w dorzeczu Brdy oraz Wdy.

Dominującym klimatem obszaru LKP jest klimat środkowoeuropejski, z wpływem atlantyckim.

Obszar charakteryzuje się wysokim stopniem zalesienia. Lesistość gmin na tym terenie wynosi około 50%.
Głównym typem siedliskowym lasu są siedliska borowe, przede wszystkim bór świeży i bór mieszany świeży. Dominującym gatunkiem jest sosna zwyczajna zajmująca ponad 95% obszaru leśnego kompleksu. Pozostałymi gatunkami są przede wszystkim: brzoza brodawkowata, dąb szypułkowy i bezszypułkowy, olsza czarna, świerk pospolity, buk zwyczajny. Na terenie kompleksu występują także rzadkie w skali Polski gatunki, takie jak cis pospolity, jarząb brekinia, klon jawor. Na szczególną uwagę zasługują występujące na obrzeżach jezior dystroficznych i torfowisk, bory i brzeziny bagienne.

## Zadania Leśnego Kompleksu Promocyjnego Bory Tucholskie

### Ochrona środowiska

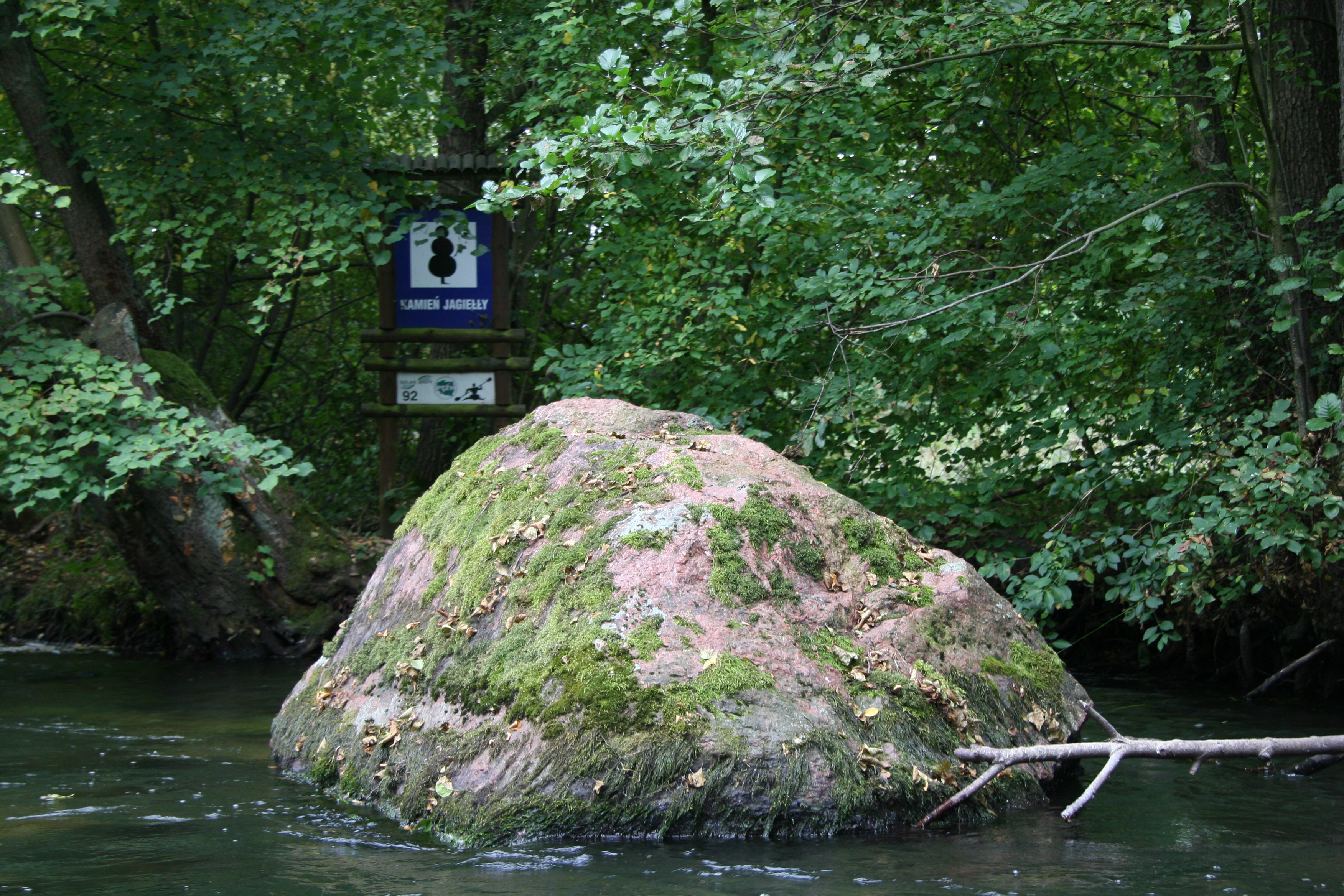
Pomnik przyrody Kamień Jagiełły koło Tucholi

Większość obszaru LKP Bory Tucholskie podlega ustawowym formom ochrony przyrody. Na jego obszarze znajdują się trzy parki krajobrazowe:
- Tucholski Park Krajobrazowy,
- Wdecki Park Krajobrazowy,
- Zespół Parków Krajobrazowych Chełmińskiego i Nadwiślańskiego,

oraz trzy obszary chronionego krajobrazu:
- Obszar Chronionego Krajobrazu Śliwicki,
- Obszar Chronionego Krajobrazu Świecki,
- Wschodni Obszar Chronionego Krajobrazu Borów Tucholskich.

Ponadto obszar LKP Bory Tucholskie częściowo pokrywa się z obszarami Natura 2000: Bory Tucholskie (PLB220009), Sandr Wdy (PLH040017), Doliny Brdy i Stążki w Borach Tucholskich (PLH040023), jak również z rezerwatem biosfery Bory Tucholskie.
Najliczniejszą formą ochrony przyrody stanowią rezerwaty przyrody.
| Rezerwat                         | Nadleśnictwo      |
| -------------------------------- | ----------------- |
| Bagna nad Stążką                 | Tuchola           |
| Bagno Grzybna                    | Woziwoda          |
| Brzęki im. Zygmunta Czubińskiego | Osie              |
| Cisy nad Czerską Strugą          | Woziwoda          |
| Dolina Rzeki Brdy                | Woziwoda, Tuchola |
| Dury                             | Osie              |
| Grabowiec                        | Dąbrowa           |
| Jeziorka Kozie                   | Woziwoda          |
| Jezioro Ciche                    | Trzebciny         |
| Jezioro Fletnowskie              | Dąbrowa           |
| Jezioro Łyse                     | Osie              |
| Jezioro Piaseczno                | Trzebciny         |
| Jezioro Zdręczno                 | Woziwoda          |
| Kuźnica                          | Osie              |
| Jezioro Martwe                   | Trzebciny         |
| Miedzno                          | Osie              |
| Osiny                            | Osie              |
| Ostnicowe Parowy Gruczna         | Dąbrowa           |
| Ustronie                         | Woziwoda          |
| Źródła Rzeki Stążki              | Tuchola           |

### Zrównoważona gospodarka leśna
W ramach gospodarki leśnej prowadzone są prace mające na celu odtworzenie naturalnych walorów lasu. Proekologiczny model realizowany jest poprzez urozmaicenie składu gatunkowego lasu, przebudowę siedlisk lasowych, wykorzystanie naturalnych możliwości drzew, popieranie bioróżnorodności ekosystemów leśnych, popieranie biologicznych metod ochrony lasu.

### Edukacja leśna społeczeństwa

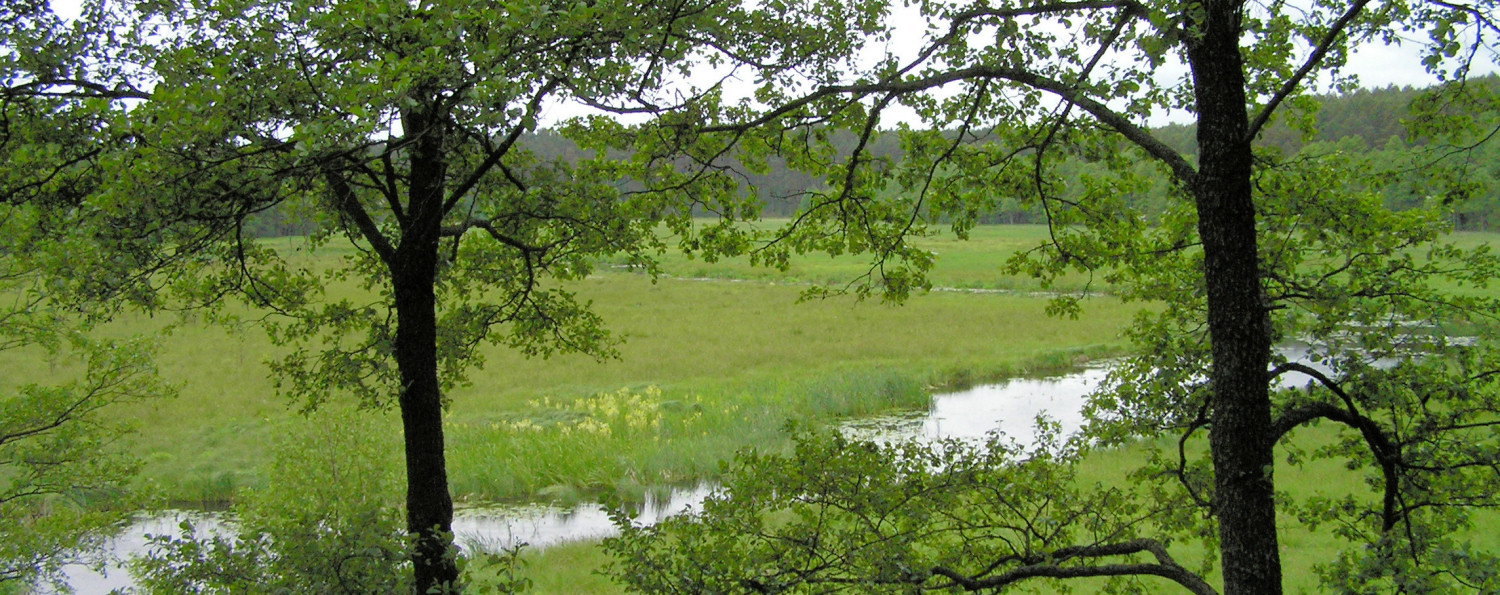
Ścieżka przyrodniczo-dydaktyczna „Jelenia Wyspa” pod Tucholą

Ważną rolą Leśnego Kompleksu Promocyjnego jest prowadzenie edukacji przyrodniczej na terenach leśnych. Obiektami powstałymi na terenie LKP "Bory Tucholskie" w celu realizacji tego zadania są, m.in.:
- na terenie Nadleśnictwa Tuchola:
  - Sala edukacji ekologicznej w siedzibie Nadleśnictwa Tuchola
  - Pokój historii leśnej w siedzibie Nadleśnictwa Tuchola
  - Park Dendrologiczny „Nad Stążką” wraz ze znajdującą się na jego terenie „Letnią klasą” w Gołąbku
  - Ścieżka przyrodniczo-dydaktyczna „Jelenia Wyspa”
- na terenie Nadleśnictwa Osie:
  - Ścieżka dydaktyczna „Zatoki”
- na terenie Nadleśnictwa Dąbrowa:
  - Sala edukacyjna, zielona klasa, stacja meteorologiczna
  - Ścieżka przyrodniczo-leśna „Grabowiec”
  - Ścieżka przyrodniczo-leśna „Rybno”
- na terenie Nadleśnictwa Woziwoda:
  - Ośrodek Edukacji Przyrodniczo-Leśnej w siedzibie nadleśnictwa
  - „Zielona Szkoła” w Woziwodzie
  - Ścieżka przyrodniczo-leśna „Nad Brdą” w Woziwodzie

Główną rolę centrum edukacyjnego całego Leśnego Kompleksu Promocyjnego Bory Tucholskie pełni Nadleśnictwo Woziwoda.